# Landéhen
Landéhen is een gemeente in het Franse departement Côtes-d'Armor, in de regio Bretagne. De plaats maakt deel uit van het arrondissement Saint-Brieuc. Landéhen telde op 1 januari 2022 1.445 inwoners.

## Geografie
De oppervlakte van Landéhen bedroeg op 1 januari 2022 11,8 vierkante kilometer; de bevolkingsdichtheid was toen 122,5 inwoners per km².
De onderstaande kaart toont de ligging van Landéhen met de belangrijkste infrastructuur en aangrenzende gemeenten.

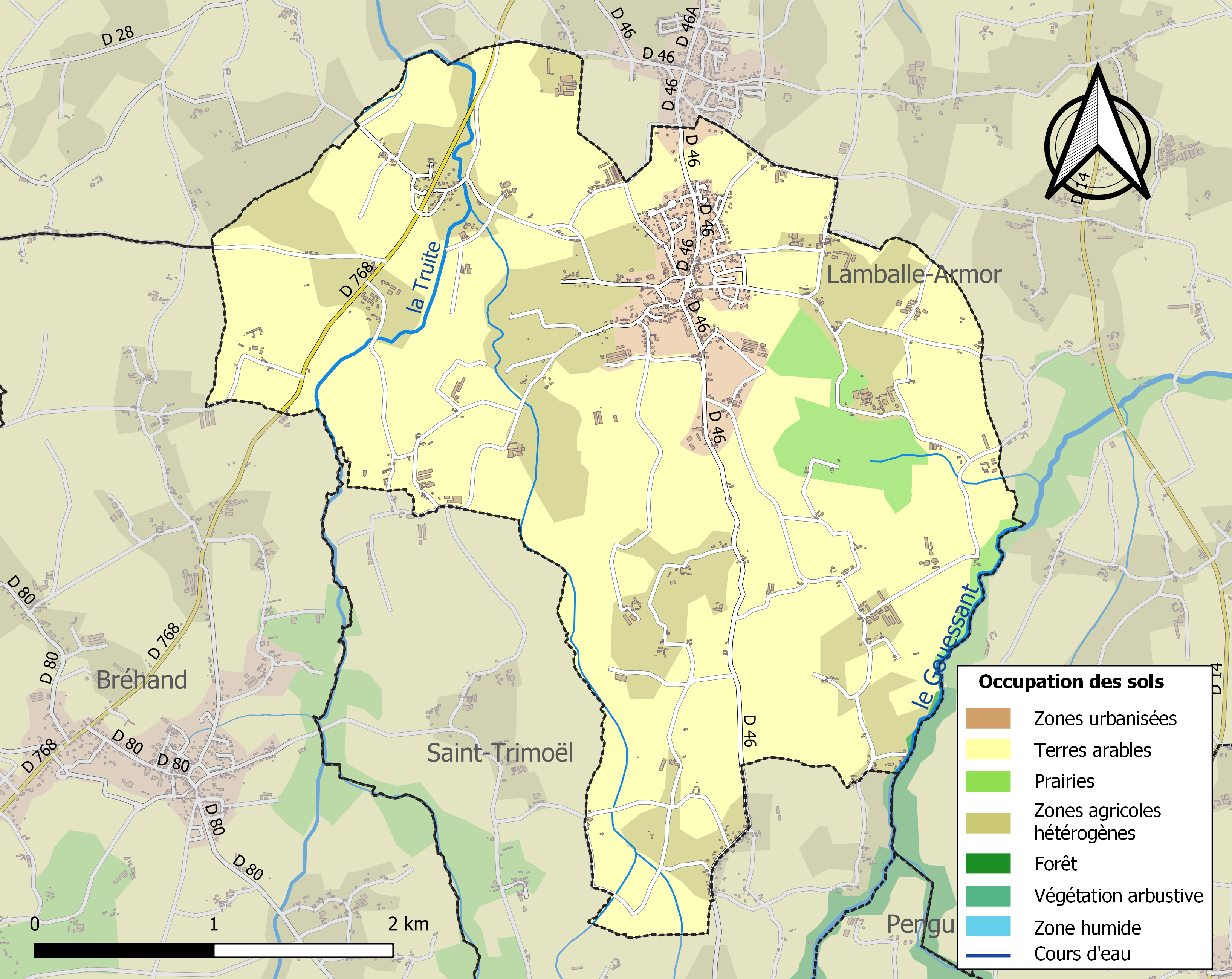

## Demografie
Onderstaande figuur toont het verloop van het inwonertal (bron: INSEE-tellingen).